# Crematogaster schmidti
Crematogaster schmidti är en myrart som först beskrevs av Mayr 1853.  Crematogaster schmidti ingår i släktet Crematogaster och familjen myror. Inga underarter finns listade i Catalogue of Life.

## Bildgalleri

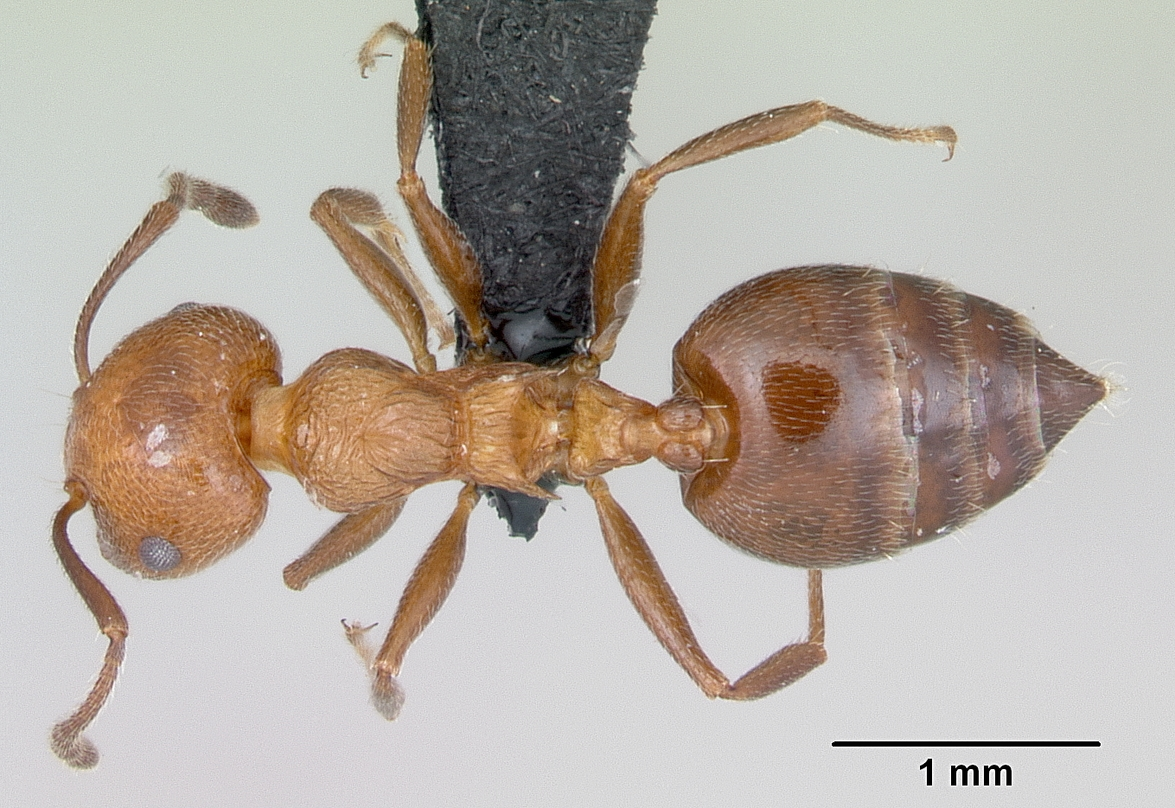
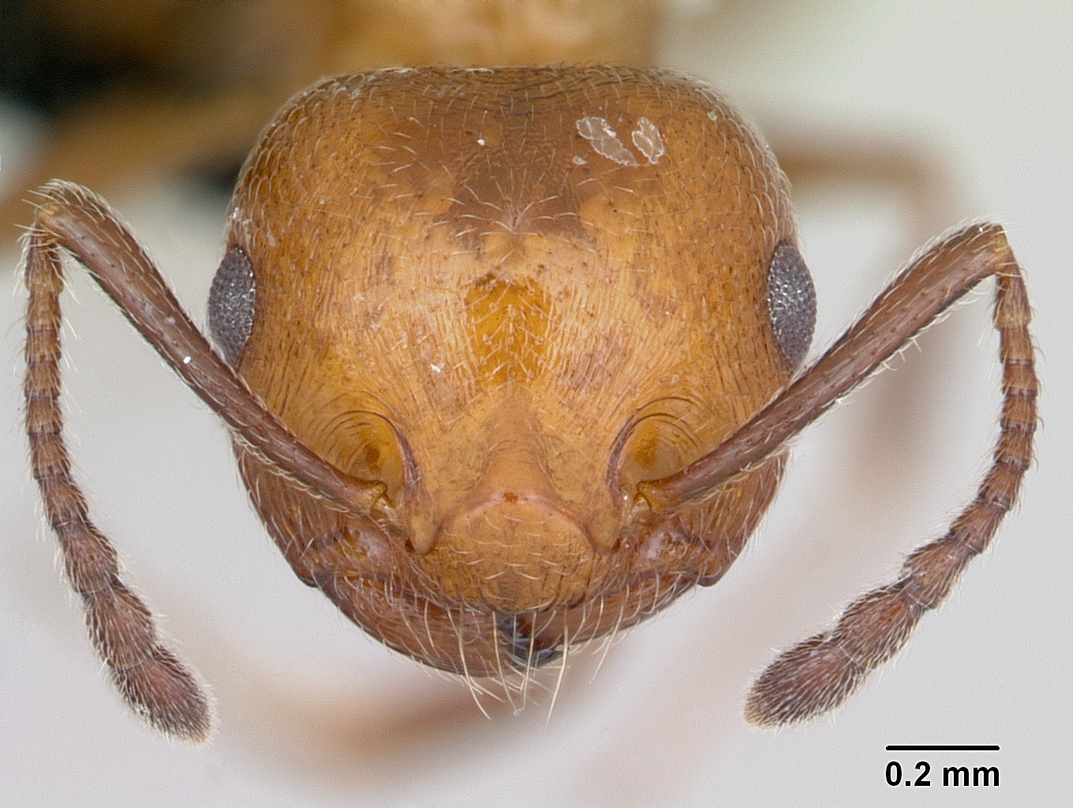
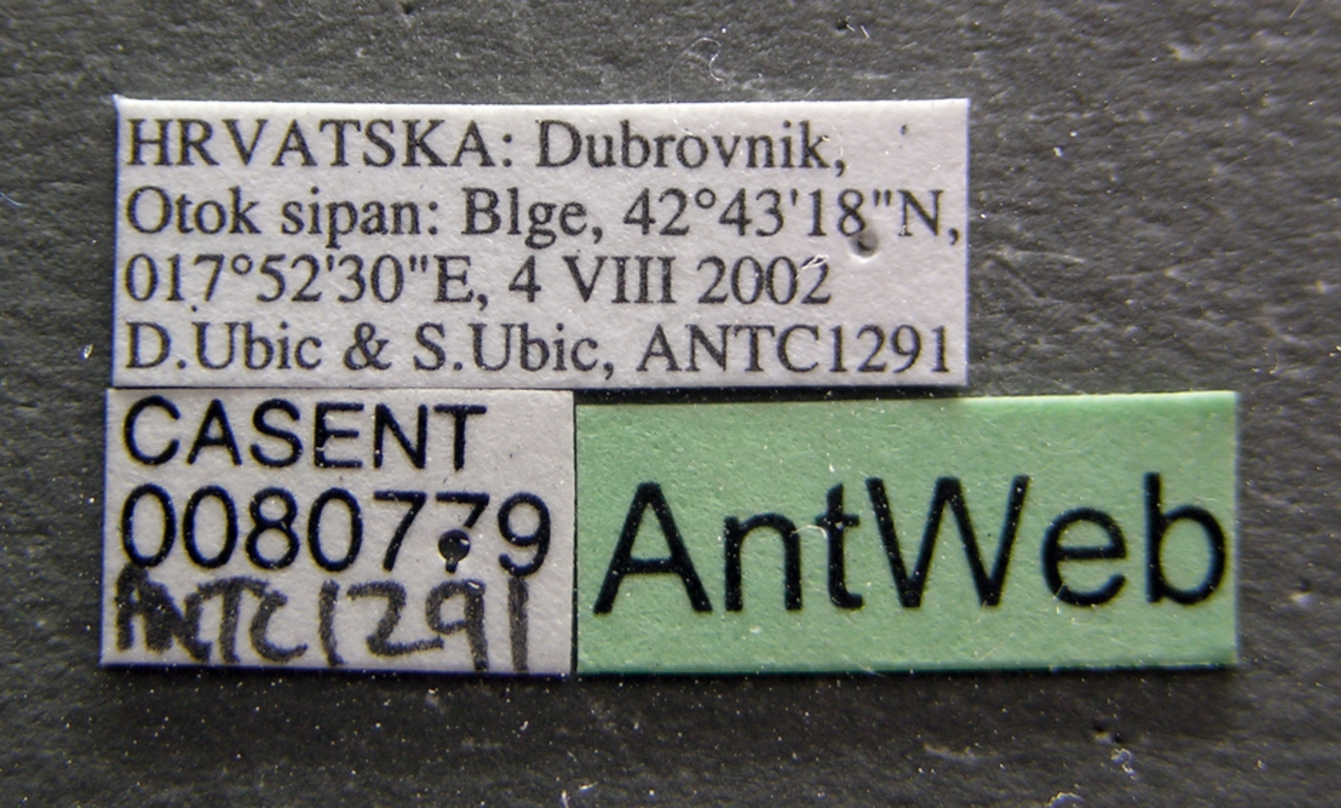
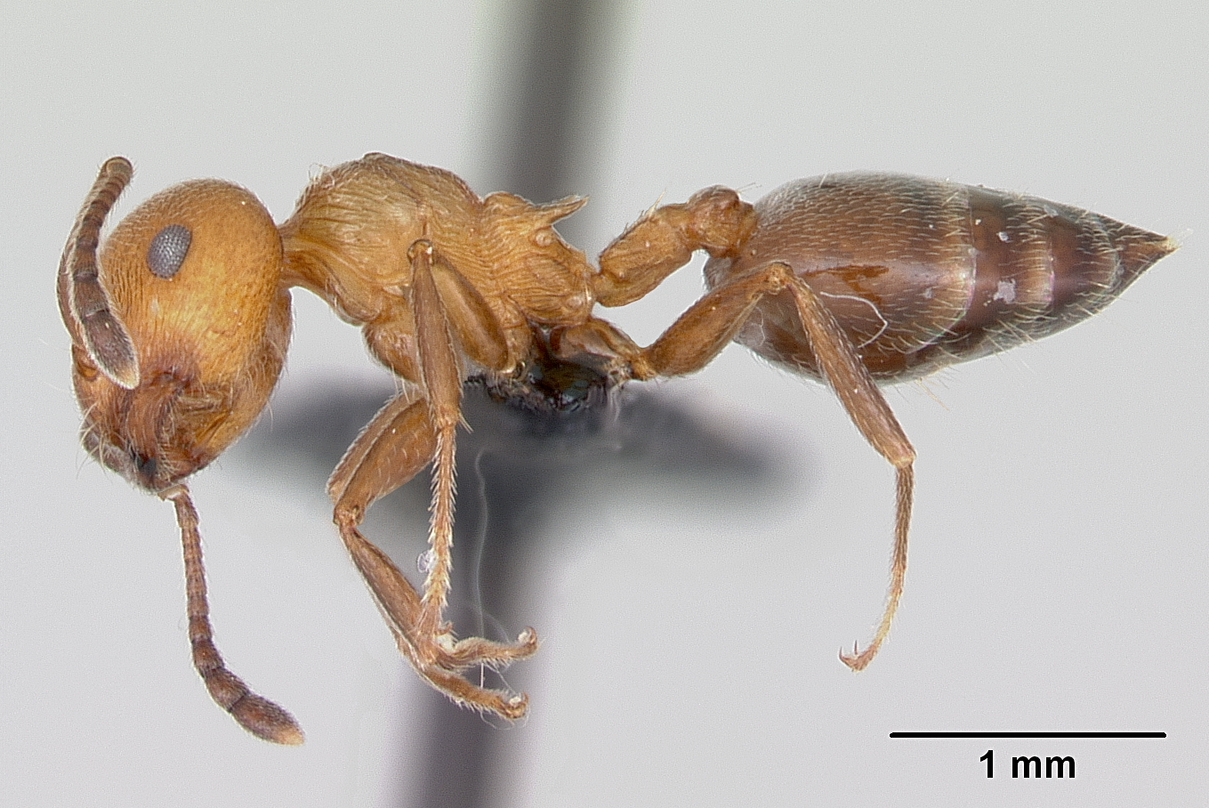
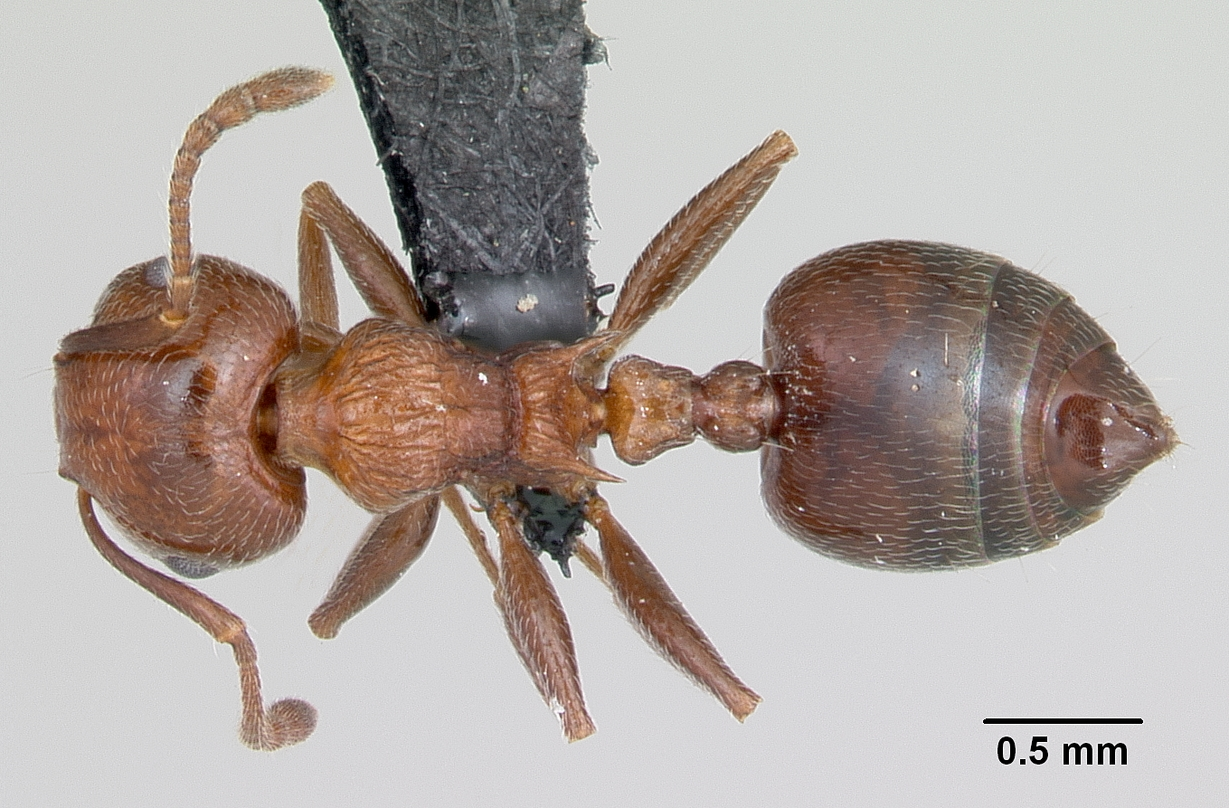
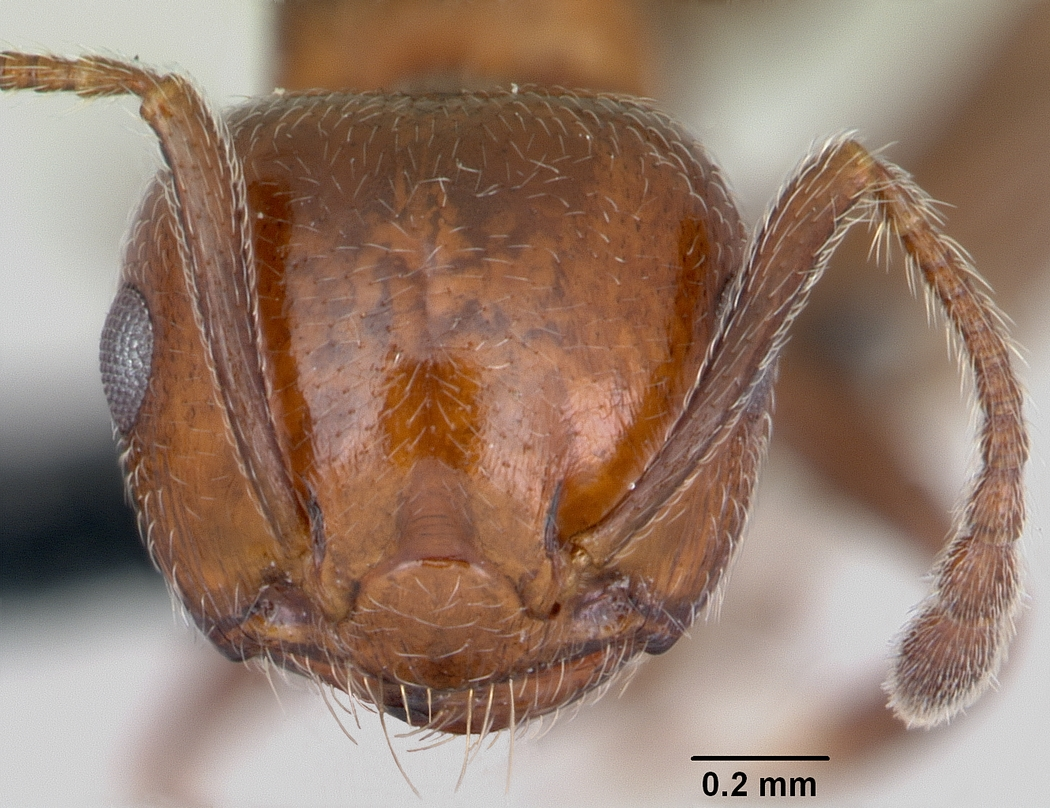